# Paluh Terap
Paluh Terap is een bestuurslaag in het regentschap Seluma van de provincie Bengkulu, Indonesië. Paluh Terap telt 403 inwoners (volkstelling 2010).